# Naarda fuliginaria
Naarda fuliginaria là một loài bướm đêm thuộc họ Noctuidae.